# أربايون
أربايون أو عربيون (اسمه الحقيقي (بالإنجليزية: Mastenissa II)‏ كان آخر ملك نوميدي مستقل حاكم في المنطقة الغربية بين الأعوام 44 و40 قبل الميلاد وفقا لأبيان، فهو ابن ماسينيسا الثاني وحفيد حفيد غودا، الذي قسم نوميديا بين أبنائه في عام 88 قبل الميلاد. إنه من عائلة ماسلي وكان عليه استعادة أراضيه حتى نهر الملوية الحد الحقيقي. لقد نفى باخوس الثاني إلى فولوبيليس في موريطنية الطنجية.

## أصل الكلمة
إن أصل الاسم أربايون غير معروف، لكنه بلا شك من أصل سامي. يمكن أن تكون هي نفسها كلمة «عرب» أو مشتقة من الكلمة البونيقية رب، بمعنى «الرأس». كانت الكلمة نفسها موجودة في العبرية التوراتية (كرئيس) والآرامية (كحاكم أو كرئيس الطبقة المهنية). ربما يمثل الحرف أ في بداية اسمه النسخة البربرية للجذر البونيقي. هذا الجذر هو ما يعادل جذر ماس في اللغة الليبية القديمة، والذي يعني «الحاكم»، والذي بدوره هو أصل اسم والد أربايون، ماسينيسا. في عام 1955، اقترح جامع العملات جون مازارد لأول مرة أن اسم أربايون هو نفسه اسم والده وأن الرومان أشاروا إليه من خلال شكل اسمه البونيقي الذي كانوا أكثر دراية به.

## الهروب في هيسبانيا
خلال حرب قيصر الأهلية، كان ماسينيسا الثاني وابن عمه يوبا الأول، صاحب مملكة نوميديا الشرقية الأكبر والأقوى، بجانب الجنرال الروماني بومبيوس الكبير ضد يوليوس قيصر. فوي عام 46 قبل الميلاد، هزم قيصر أوبتيميتس خلال معركة تابسوس. تمكن أربايون من الهرب والانضمام إلى أنصار بومبيوس في هسبانيا. لقد قُسمت مملكة والده ومنحت لحلفاء قيصر: الجزء الغربي لملك موريتانيا، باخوس الثاني، والجزء الشرقي، بما في ذلك سيرتا، إلى بوبليوس سيتيوس، قبطان مرتزق روماني، لتكون محكومةً كإمارة ذاتية. من المحتمل أن سيرتا لم يكن ملكًا لمملكة أبيه بل لمملكة يوبا.

## الحكم في نوميديا
في عام 44 قبل الميلاد قبل الميلاد، وربما قبل فترة وجيزة من اغتيال قيصر، عاد أربايون إلى أفريقيا بناءً على طلب ابن بومبي، سكستوس بومبيوس. ومن أفريقيا، أعاد الرجال إلى هيسبانيا للتدريب العسكري. لقد استعاد مملكة والده بسهولة نسبية، وأجبر باخوس على التوجه المنفى، ثم تمكن من اغتيال ستيتيوس عبر حيلة. لقد وصلت أنباء غزواته إلى روما في 14 يونيو 44 قبل الميلاد عندما ذكرها شيشرون في رسالة إلى أتيكوس. يُعزى نجاحه في بعض الأحيان إلى التدريب الروماني للقوات التي جلبها معه إلى أفريقيا، ولكن على الأرجح يرجع إلى ولاء الناس لأحدهم.
تمكن أربايون من البقاء في مملكته لمدة أربع سنوات. ومع ولعه للبومبيين، فقد أيد الثلاثية الثانية بعد إنشائها في نوفمبر عام 43 قبل الميلاد. وفي الحرب التي اندلعت قبلها بعام بين كوينتوس كورنيكيوس، حاكم مقاطعة أفريكا، وتيتوس سيكستيوس، حاكم أفريقيا نوفا (مملكة يوبا السابقة)، وقف إلى جانب سيكستيوس للفوز بمناصرة النصر، وخاصة أغسطس. طبقًا لكاسيوس ديو، فقد أخذ جانب كورنيكيوس أولًا، باعتباره بومبيانيًا مخلصًا، لكنه كان بالتأكيد إلى جانب سكستوس عندما أجبرت جيوشهم المتحالفة ايليوس على التخلي عن حصار سيرتا. في المعركة التي تلت ذلك بالقرب من يوتيكا، قُتل كورنيكيوس وانتحر لايليوس. هذا سمح لسكستوس بالسيطرة على مقاطعتي أفريقيا.
مدى حكم أربايون غير معروف على وجه التحديد. ربما تقابل مملكة والده التي تقع بين نهري سافا وأمباسا. قد يشير وجود بعض الستيين (باللاتينية: sittiani)، وهم مؤيدين سابقين لسيتيوس، من بين قوات تحالف أربايون وكونفوشيوس إلى أنهم ربما احتفظوا بالسيطرة على إمارة المرتزق الأخير، بما في ذلك سيرتا.
اقترح جان مازارد في عام 1955 أن سلسلتين من العملات المعدنية النادرة للغاية تنتمي إلى ماسينيسا الثاني وأربايون، لكن غابرييل كامبس جادل بأنها تنتمي بشكل أكثر منطقية إلى ملك موريتانيا، مستانسوس).

## الحرب الأخيرة والموت
في عام 40 قبل الميلاد، وخلال حرب بيروجيا، رفض سيكستيوس التنازل عن مقاطعة أفريقيا فيتوس إلى كايوس فوفيسيوس فانجو، الذي منحه أعضاء الحكومة الثلاثية المحافظتين. لقد دعم أربايون بنشاط حليفه السابق أو رفض التدخل لمساعدة فانجو. في أي حال، كان يعامل كعدو من قبل هذا الأخير. بعد وصوله إلى أفريقيا نوفا، غزا مملكة أربايون وأجبره على الفرار. ومع كون سلاح الفرسان الذين فروا معه، سلّح أربايون سكستيوس في أفريقيا فيتوس. الآن وبعد أن عزز موقفه، طرد سيكسيوس فانجو وأعاد تأكيد سلطته على كلتا المحافظتين.
بعد فترة قصيرة من انتصاره، بدأ سيكستيوس يشك في ولاء أربايون ثم قتله. بعد وفاة أربايون، اندمجت نوميديا الغربية، وسيرتا في النهاية في الإمبراطورية الرومانية ويفترض أن ذلك حدث في مقاطعة أفريقيا نوفا.
من المحتمل أن يكون النزاع بين أربايون وسكتيوس يتركز حول أرض سيتيوس القديمة أو على الأقل ذلك الجزء الذي ينتمي إلى ماسينيسا الثاني. كانت وفاة أربايون عملية بالنسبة للسيتيين، حيث تم تحويل أرض سيتيوس من قبل روما إلى ريسبوبنا الثالث كولونياروم سيرتينسيوم، وهو حكم ذاتي خاص في الفيلق في أفريقيا نوفا.

### معلومات المراجع
- Camps، Gabriel (1984). "Les derniers rois numides Massinissa II et Arabion". Bulletin archéologique du Comité des travaux historiques et scientifiques. ج. 17b: 303–11.
- Camps، Gabriel (1989) [published online 2012]. "Arabion". الموسوعة البربرية. Aix-en-Provence: Edisud. ج. 6 | Antilopes – Arzuges. ص. 831–34. مؤرشف من الأصل في 2017-02-14. اطلع عليه بتاريخ 2017-02-13.
- Law، R. C. C. (2002). "North Africa in the Hellenistic and Roman Periods, 323 BC to AD 305". في J. D. Fage (المحرر). The Cambridge History of Africa, Volume 2: From c. 500 BC to AD 1050. Cambridge: Cambridge University Press. ص. 148–208.
- Roller، Duane W. (2003). The World of Juba II and Kleopatra Selene: Royal Scholarship on Rome's African Frontier. New York: Routledge. ISBN:9781134402960. مؤرشف من الأصل في 2020-01-25.

## روابط خارجية
- Appian, The Civil Wars, الكتاب 4، الفصل 7